# Siproeta superba
Espèce
Siproeta superba est une espèce d'insectes lépidoptères appartenant à la famille des Nymphalidae, à la sous-famille des Nymphalinae et au genre Siproeta.

## Dénomination
Le nom de Siproeta superba lui a été donné par l'entomologiste britannique Henry Walter Bates en 1864.

### Synonymes
- Amphirene superba (Bates, 1864) [1]

### Sous-espèces
- Siproeta superba superba au Mexique et au Guatemala.:

Synonymie pour cette sous-espèce
Amphirene superba (Godman & Salvin, 1883)
Victorina aphrodite (Butler, 1865)
Amphirene superba azurita (Niepelt, 1916)
- Siproeta superba eunoe Fox et Forbes, 1971[4].

### Noms vernaculaires
Siproeta superba se nomme Broad-banded Page en anglais.

## Description
C'est un grand papillon de couleur dorée à cuivrée avec une bande blanche qui barre les antérieures et se prolonge en bubmarginale aux postérieures bordées d'un feston. De discrètes petites taches bleues ornent les antérieures.

## Écologie et distribution
Il est présent au Mexique et en Amérique centrale Costa Rica et Guatemala.

### Biotope
Il réside en région subtropicale.

### Protection
Pas de statut de protection particulier.

## Philatélie
Ce papillon figure sur une émission de Cuba de 1984 (valeur faciale : 5 c.).